# Secreteando
Secreteando es una web-novela estadounidense producida por Telemundo en 2012. Interpretada por: Sonya Smith, Eglantina Zingg, Liannet Borrego con las actuaciones especiales de Juan Pablo Llano, Tali Duclaud, Jorge Luis Pila, Lorenzo Duarte y en papel antagónico: Rubén Morales.
Además, Secreteando cuenta cómo viven los empleados de una tienda de música llamada MUS, los chismes, la venganza y el amor siempre rondan en MUS pero lo que no sabe Rodolfo es que sus empleados guardan secretos del pasado.

## Historia
Un simple día de trabajo se convierte en 8 horas de secretos, chismes, amistades en peligro y mucho de qué hablar.

## Elenco
| Actor/Actriz     | Personaje |
| ---------------- | --------- |
| Sonya Smith      | Marisol   |
| Eglantina Zingg  | Viviana   |
| Liannet Borrego  | Sofia     |
| Lorenzo Duarte   | Alex      |
| Juan Pablo Llano | Tony      |
| Tali Duclaud     | Camila    |
| Rubén Morales    | Rodolfo   |

### Personajes Secundarios
- Gerardo Riverón .... William
- Tatiana Capote .... Nora
- Fred Valle .... Darío
- Jéssica Mas .... Lola

## Episodios
- Fechas de estreno y nombre del episodio basados en Telemundo.

| Emisión    | Número | Título                                    | Duración    |
| ---------- | ------ | ----------------------------------------- | ----------- |
| 11.09.2012 | 001    | El Chisme de Los Chismes                  | 5 minutos   |
| 13.09.2012 | 002    | ¡Esto se Acabó!                           | 4 minutos   |
| 18.09.2012 | 003    | Este Favor no te Saldrá Gratis            | 4 minutos   |
| 20.09.2012 | 004    | Jurame Que Esto no se lo Contaras a Nadie | 5 minutos   |
| 25.09.2012 | 005    | Los Villanos Nos Salimos con la Suya      | 1 minuto    |
| 27.09.2012 | 006    | Soy una Mujer de Acción                   | 4 minutos   |
| 02.10.2012 | 007    | Andan Diciendo cosas de ti                | 5 minutos   |
| 04.10.2012 | 008    | Todo Fue tu Culpa                         | 8 minutos   |
| 09.10.2012 | 009    | Aquí es donde Está mi Musa                | 5.3 minutos |
| 11.10.2012 | 010    | El Presidente ya tomo una Decisión        | 5 minutos   |